# Tower of God
Башня Бога (кор. 신의 탑) — южнокорейская манхва, написанная и иллюстрированная Ли Чон Хве (псевдоним S.I.U, Slave In Utero), выпускаемая в цифровом виде Naver Corporation с 5 июля 2010 года. На английском языке официально вышла в 30 июня 2014 на платформе Line Webtoon. Произведение переведено на 28 языков мира.
1 апреля 2020 года вышел одноимённый анимационный сериал от Telecom Animation Film, впервые показанный на южнокорейском интернет-портале Naver.

## Сюжет
В основе сюжета жизнь подростка по имени Двадцать Пятый Баам, который жил один в пещере, пока его не нашла девушка Рахиль. После того, как её призывают покорить таинственную Башню, взобравшись на вершину которой можно получить всё, что пожелаешь, Баам бросается за ней, став Незаконным, то есть тем, кто проник в Башню сам. Но перед тем, как достигнуть последнего этажа, нужно пройти испытания, выполняя которые подросток заводит новых друзей.

## Манхва
Первоначально манхва выходила только в цифровом виде, на начало октября 2023 года было написано 580 глав:
| Сезон | Время издания                   | Главы |
| ----- | ------------------------------- | ----- |
| 1     | 5 июля 2010 — 2 января 2012     | 0-78  |
| 2     | 6 февраля 2012 — 20 января 2019 | 0-337 |
| 3     | 10 марта 2019 — наст. время     |       |

Успех произведения, а «Башня Бога» стала одним из самых читаемых корейских комиксов, привел к созданию бумажных версий, на октябрь 2023 год было выпущено 13 томов:
| Сезон | Номер | Дата издания   | Главы на Webtoon |
| ----- | ----- | -------------- | ---------------- |
| 1     | 1     | 12 ноября 2019 | 1-13             |
| 1     | 2     | 12 ноября 2019 | 11-21            |
| 1     | 3     | 26 мая 2020    | 22-31            |
| 1     | 4     | 26 мая 2020    | 32-39            |
| 1     | 5     | 12 января 2021 | 40-50            |
| 1     | 6     | 12 января 2021 | 51-60            |
| 1     | 7     | 14 июля 2021   | 61-69            |
| 1     | 8     | 14 июля 2021   | 70-78            |
| 2     | 9     | 29 марта 2022  | 1-10             |
| 2     | 10    | 28 июля 2022   | 11-22            |
| 2     | 11    | 23 ноября 2022 | 23-37            |
| 2     | 12    | 24 марта 2023  | 38-48            |
| 2     | 13    | 20 июля 2023   | 50-61            |

22 ноября 2022 года издательство WEBTOON Unscrolled выпустило первый том манхвы на английском языке.

## Аниме
В начале февраля Производственный комитет «Башни Бога» анонсировал одноимённый анимационный сериал. Позднее компания Crunchyroll сообщила, что выпуском аниме занимается студия Telecom Animation Film.
Премьера сериала состоялась 1 апреля 2020 года на южнокорейском интернет-портале Naver Series On и телеканале Aniplus. Режиссёр — Такаси Сано, помощник — Хирокадзу Ханаи. За дизайн персонажей отвечали Масаси Кудо и Михо Танино, сценарист Эрика Ёсида. Кевин Пенкин написал саундтрек, а корейская группа Stray Kids исполнила песню Top, которая играет в опенинге аниме.
Анимационный сериал основан на первом сезоне цифровой манхвы. Состоит из 13 серий:
| Сезон | Номер | Название               | Дата выхода в Корее |
| ----- | ----- | ---------------------- | ------------------- |
| 1     | 1     | Мяч                    | 1 апреля 2020       |
| 1     | 2     | Трое из четырёхсот     | 8 апреля 2020       |
| 1     | 3     | Правильная дверь       | 15 апреля 2020      |
| 1     | 4     | Зелёный Апрель         | 22 апреля 2020      |
| 1     | 5     | Судьба короны          | 29 апреля 2020      |
| 1     | 6     | Распределительный тест | 6 мая 2020          |
| 1     | 7     | Отдых и тест           | 13 мая 2020         |
| 1     | 8     | Стратегия Куна         | 20 мая 2020         |
| 1     | 9     | Однорогий огр          | 27 мая 2020         |
| 1     | 10    | За сожалением          | 3 июня 2020         |
| 1     | 11    | Подводная охота (1)    | 10 июня 2020        |
| 1     | 12    | Подводная охота (2)    | 17 июня 2020        |
| 1     | 13    | Последний экзамен      | 24 июня 2020        |

6 августа 2022 компания Crunchyroll объявила о том, что работает над созданием второго сезона. Информация об этом появилась в том числе и на официальном сайте аниме.
| Страна           | Телеканал                     | Дата показа                       |
| ---------------- | ----------------------------- | --------------------------------- |
| Республика Корея | Aniplus                       | 1 апреля 2020 — 24 июня 2020 года |
| Япония           | Tokyo Metropolitan Television | 1 апреля 2020 — 24 июня 2020 года |
| Япония           | Nippon BS Broadcasting        | 1 апреля 2020 — 24 июня 2020 года |
| Япония           | Tochigi TV                    | 1 апреля 2020 — 24 июня 2020 года |
| Япония           | Gunma Television              | 1 апреля 2020 — 24 июня 2020 года |
| Страна           | Интернет-площадка             | Дата выхода                       |
| Республика Корея | Naver Series On               | 1 апреля 2020 — 24 июня 2020 года |
| Япония           | Docomo Anime Store            | 1 апреля 2020 — 24 июня 2020 года |
| США              | Crunchyroll                   | 1 апреля 2020 — 24 июня 2020 года |

## Игры
На волне популярности манхвы был выпущен ряд видеоигр для операционных систем Андроид и IOS:
- Tower of God: New World — гача игра от компании Netmarble.
- Tower of God: Great Journey